# Bouya Omar
Bouya Omar  (in arabo بويا عمر‎?) è un centro abitato e comune rurale del Marocco situato nella provincia di El Kelâat Es-Sraghna, regione di Marrakech-Safi. Conta una popolazione di 14 154 abitanti (censimento 2014).